# Prieuré Notre-Dame de Klaarland
Le prieuré Notre-Dame de Klaarland (en néerlandais : Priorij Onze-Lieve-Vrouw van Klaarland) est un monastère trappiste de moniales situé dans le hameau de Lozen, au nord de Bocholt (Belgique).
Fondée à Hasselt en 1970 par un groupe de moniales de l'abbaye de Nazareth, la communauté s’installe à Lozen-Bocholt en 1975, tout en restant dépendante de l'abbaye de Nazareth. La communauté se développe et la fondation devient autonome en 1981 sous la forme canonique d'un prieuré. Dans les années qui suivirent, la communauté de Klaarland orienta son avenir sur une dimension internationale et interreligieuse, ce qui attira de nouvelles vocations.
La vie au prieuré de Klaarland se caractérise par la prière, la lecture et le travail manuel, qui permet aux sœurs de gagner leur pain quotidien. Le prieuré compte une quinzaine de moniales en 2023.

## Histoire
En 1970, six religieuses, moniales trappistines de l’abbaye de Nazareth, quittent leur abbaye pour fonder une nouvelle communauté davantage dans la ligne de la simplicité religieuse souhaitée par le concile Vatican II. Durant cinq ans elles vivent à Kiewit, un quartier septentrional de la ville d’Hasselt (Belgique). C’est l’époque des essais et expérimentations. 
En 1975, une ferme-manoir est disponible à Lozen-Bocholt, dans le Limbourg belge. Elle est achetée et c’est là que la jeune communauté s’installe. Les moniales fondatrices souhaitent une vie monastique « à petite échelle », évitant les grands bâtiments monastiques, pour développer une vie communautaire plus simple et conviviale. 
Cependant, la communauté augmentant les bâtiments sont agrandis en 1978-1979 ; une partie de cloître est ajoutée, de même qu’une église. La nouvelle fondation obtient l’autonomie en 1981. Canoniquement elle devient un « prieuré ».
Dans les années qui suivirent 1996, des moniales d’Italie et d’Argentine, se joignent à la communauté en vue d’une fondation en terre d’Islam en vue de poursuivre le projet des moines trappistes de Tibhirine (Algérie). Le projet d’une fondation en Afrique du Nord ou au Moyen-Orient avec ce groupe de moniales n’aboutit pas, mais il fut de grande signification pour la communauté de Klaarland, ouvrant son cercle à une dimension internationale et interreligieuse, ce qui attira de nouvelles vocations.
En 2004 quelques chambres sont ajoutées pour des moniales tandis que le cloître monastique est achevé. En 2008 un nouvel agrandissement du complexe est mis en chantier. Un bâtiment d’accueil pour les jeunes est construit (séparé du monastère), de même qu’une nouvelle hôtellerie et une bibliothèque. En même temps les ateliers de travaux sont rénovés et également agrandis. Sept nouvelles cellules pour moniales sont ajoutées.

## Vie quotidienne
La vie au prieuré de Klaarland se caractérise par la prière, la lecture et le travail manuel (Ora et labora – « Prie et travaille »), les trois piliers traditionnels de la vie monastique selon la règle de saint Benoît, vécue selon la tradition cistercienne. Le rythme quotidien de vie comprend sept visites à l’église pour y célébrer l’office divin aux différentes heures de la journée. Ces temps de prière sont accessibles à tous, moniales, hôtes de quelques jours et visiteurs occasionnels. Un certain temps est également prévu chaque jour pour la lectio divina.
Comme toutes les communautés trappistes, les sœurs travaillent pour gagner leur pain quotidien. Elles ont au cours des années développé des ateliers où se fabriquent des vêtements liturgiques, des bougies, des pommades et huiles diverses, des cartes de vœux et autres bloc-notes de fantaisie. Une petite hôtellerie reçoit pour de courts séjours des personnes qui cherchent le silence et la présence de Dieu. Par ailleurs, n’étant pas un lieu touristique, le prieuré ne se visite pas.